# Сестри Битви

Флер-де-Ліс, символ Адепта Сорорітас

Сестри Битви (англ. Sisters of Battle), або Адепта Сорорітас (спотвор. лат. Adepta Sororitas) — вигадана військово-релігійна жіноча організація у всесвіті настільних та комп'ютерних ігор Warhammer 40,000. Є бойовим підрозділом державної церкви та одночасно частиною Інквізиції Імперіума — імперії людей, яку очолює Бог-Імператор Людства.

## Історія

Фрагмент ігрового столу, під час партії у воргеймі Warhammer 40,000. Видно частину саморобної імітації ландшафту, а також розфарбовану збірну модель — мініатюра бронетранспортера «Носоріг» та кілька розфарбованих та нерозфарбованих мініатюр Сестер Битви одного з гравців

Сестри Битви були вперше згадані у книзі правил Warhammer 40,000: Rogue Trader для першої редакції настільного варгейма Warhammer 40,000, виданої 1987 року ; в ній були дано короткий опис Адепта Сорорітаса і ілюстрація зовнішнього вигляду сестри, який з тих пір не зазнав істотних змін. Вказівки будь-яких ігрових характеристик Сестер Битви не було.
В 1997 вийшла книга правил Codex: Sisters of Battle для другої редакції гри, що зробила доступною армію Сестер Битв для гравців. Дизайн першого випущеного набору ігрових мініатюр розробив Джес Гудвін (англ. Jes Goodwin). У третій редакції Сестри Битви увійшли до складу однієї з армій Інквізиції — Мисливців на відьом Ордо Єретікус, для якої в 2003 році було випущено відповідне зведення правил Codex: Witchhunters. У 2011 році в двох номерах White Dwarf було опубліковано зведення правил Codex: Sisters of Battle для п'ятої редакції Варгейма, який офіційно замінює попередній. У п'ятій редакції ігрова армія Мисливців на відьом була розформована: Сестри Битви знову були виділені в окрему однойменну армію, тоді як Ордо Єретікус були об'єднані з армією Сірих Лицарів (за винятком крокоходу Penitent Engine, що залишився в армії Сестер). Крім урізання складу армії, вона була істотно ослаблена в нових правилах за фактичної відсутності нововведень, що компенсували б це, що викликало широку критику з боку гравців. На 2020 був намічений випуск нового кодексу для фракції.
У 2008 році, після виходу додаткової книги правил The Inquisitor's Handbook, Сестри Битви стали доступними як клас персонажа в настільній рольовій грі Warhammer 40,000 Roleplay: Dark Heresy.

### У комп'ютерних іграх
Дебютом у комп'ютерних іграх для фракції стала поява окремих юнітів Сестер у складі армії Імперіуму в покроковій стратегії Warhammer 40,000: Rites of War 1999. Наступною стала поява в стратегії в реальному часі Warhammer 40,000: Dawn of War — Soulstorm 2008 року, в якій Сестри Битви були додані вже як окрема доступна гравцеві армія. Крім присутності в офіційному доповненні Soulstorm, Сестри Битви як основна частина армії Мисливців на відьом фігурують у Witch Hunters: Adepta Sororitas Mod, глобальної фанатської модифікації для Warhammer 40,000: Dawn of War. Розробка модифікації розпочалася у січні 2005 року, у 2007 році розпочалося відкрите тестування, але потім проєкт був заморожений на невизначений термін і його реалізація відбулася лише 13 листопада 2015 року. Примітно, що дизайн Сестер Битви у створених незалежно офіційному та аматорському доповненнях суттєво різниться. У грудні 2022 р. через DLC фракція стала доступною у грі Warhammer 40,000: Gladius — Relics of War.

## Опис

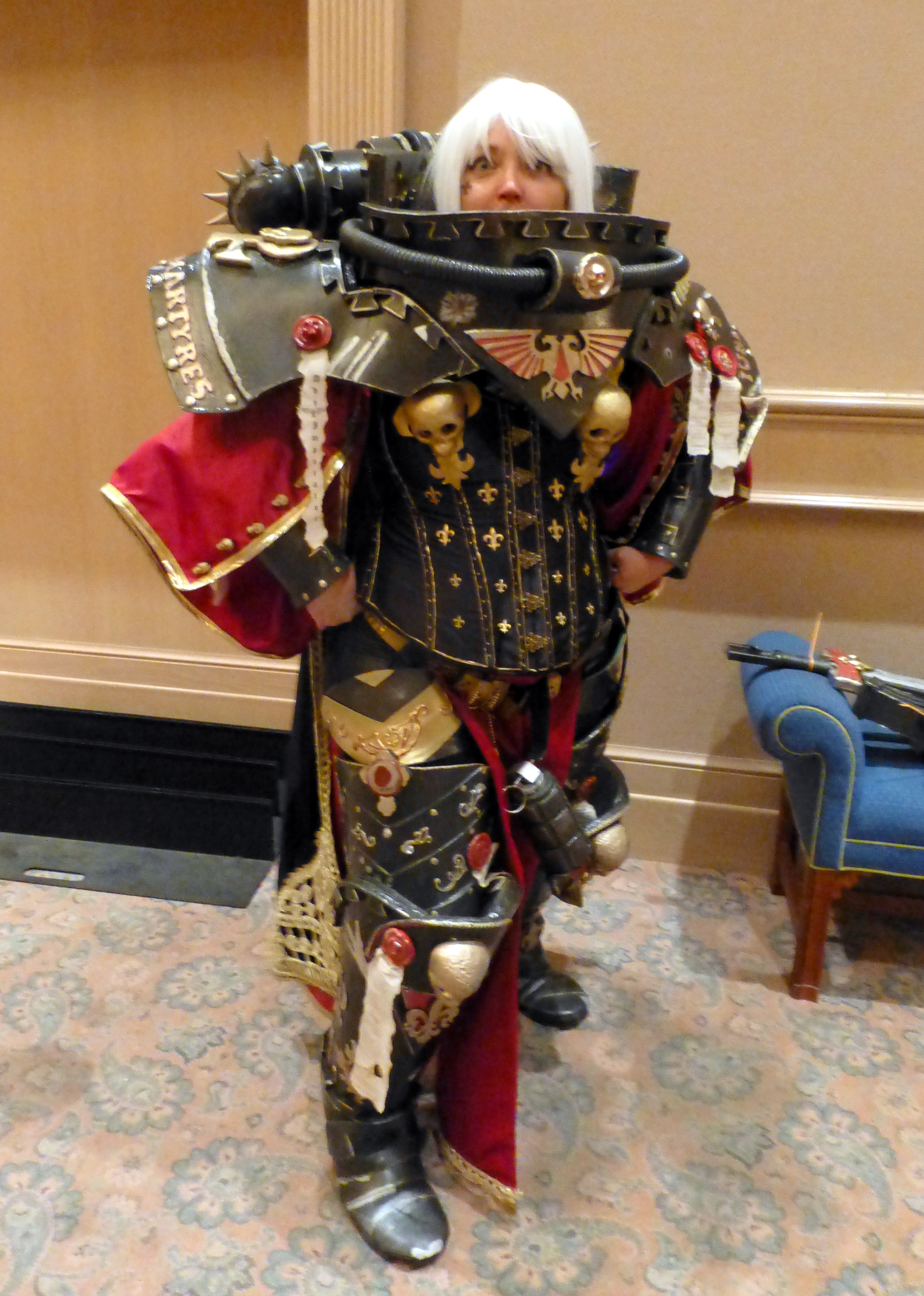
Косплей

Сестри Битви поділяються на ордени. За словом та наказом вищого Еклезіарха сестрами керує Мати Настоятелька. Вона не належить до жодного ордену, і вибирається конвентом Каноніс, глав орденів. Настоятелька має велику владу у Священному Синоді, вищому органі церкви. Трохи нижче Настоятельки в ієрархії Сестер стоять Канонісси, глави орденів.
Усередині старших орденів існують молодші ордени, що мають свої геральдичні кольори та бойові традиції. Найвідомішим серед таких орденів є Орден Нашої Діви-Мучениці. Усередині самих орденів підтримується сувора ієрархія. Канонісса та її сестри-ігуменії тренують сестер у шляхах війни. Основним джерелом поповнення Адепта Сорорітас є Схола Прогеніум, притулок для сиріт служителів Імперіума, які склали свої голови на імперській службі. Хоча дуже багато учениць мріють стати сестрами битви, лише деякі, ті які показали досить високі результати, потрапляють до Адепта Сорорітаса, і ще менша кількість — безпосередньо до бойових підрозділів орденів.
На відміну від звичайних військ, таких як Імперська Гвардія, Сестри Битви не часто беруть участь у повномасштабних бойових діях, а найчастіше виконують місії Екклезіархії. Вони несуть службу у фортецях Імперіума і наглядають за імперськими храмами. Але у разі загрози від сил Хаосу або інших ворогів вони вступають у бій, захищаючи планети Імперіума.
Адепта Сорорітас — єдиний військовий підрозділ Імперіума, крім Адептус Астартес, що має на озброєнні силову броню.

## Ордена Адепта Сороррітас
- орден Червоної Руки
- орден Багряної Клятви
- орден Білого Шипу
- орден Білої Троянди
- орден Божественного Голосіння
- орден Блакитного Вбрання
- орден Горностаєвої Мантії
- орден Діви Троянди
- орден Золотого Світу
- орден Кровоточивого Серця
- орден Обсидіанового Дзеркала
- орден Полум'яного Серця
- орден Полум'яної Сльози
- орден Обличчя, Що Плаче
- орден Палаючої Чаші
- орден Пораненого Серця
- орден Священного Боргу
- орден Срібної Лілії
- орден Чорної Гробниці
- орден Чистого Поклоніння

### Кодекси та книги правил
- Gavin Thorpe, John Blanche. Codex: Sisters of Battle (2nd Edition). — Nottingham : Games Workshop, 1997. — 64 с. — ISBN 1-87237-214-7, ISBN 978-1-872372-14-3.
- Graham McNeil, Andy Hoare, Pete Haines. Codex: Witchhunters (3rd Edition) / Dylan Owen, Nathan Winter, Michelle Barson. — Nottingham : Games Workshop, 2003. — 64 с. — ISBN 1-84154-485-X, ISBN 978-1-84154-485-4.

### Художня література
- James Swallow[en]. Faith and Fire. — Nottingham : Black Library[en], 2006. — 416 с. — (Sisters of Battle) — ISBN 1-84416-289-3, ISBN 978-1-84416-289-5, ISBN 1-84416-422-5, ISBN 978-1-84416-422-6.
- James Swallow[en]. Hammer and Anvil. — Nottingham : Black Library[en], 2011. — 416 с. — (Sisters of Battle) — ISBN 1-84970-066-4, ISBN 978-1-84970-066-5.

### Періодичні видання
- Пётр Тюленев, Андрей Чаплюк. Огнём и мечом. Вселенная Warhammer 40,000 // Мир фантастики : журнал. — . — № 3 (19). — С. 69—73.
- Олег Казанцев. Warhammer 40000: Dawn of War: Сквозь тьму к звездам. Часть первая // Лучшие компьютерные игры : журнал. — . — № 5 (54).
- Охотники на ведьм: выбор армии и тактики // FANтастика : журнал. — . — № 3. — С. 118—121.
- Сёстры Битвы // FANтастика : журнал. — . — № 7. — С. 120-127. — ISSN 1992-6359.
- Ismet Bachtiar, Lim Wei Zhen. The Sisters of No Mercy // GameAxis Unwired : magazine. — 2008. — № 52 (1 січня). — С. 22-26.
- Константин Закаблуковский. Warhammer 40000: Dawn of War — Soulstorm // Лучшие компьютерные игры : журнал. — . — № 5 (78).
- Сергей Чекмаев, Игорь Куликов. За веру! Религии Warhammer 40,000 // Мир фантастики : журнал. — . — № 6 (58). — С. 134—139.